# Raoiella eugenia
Raoiella eugenia är en spindeldjursart som först beskrevs av Mohanasundaram 1996.  Raoiella eugenia ingår i släktet Raoiella och familjen Tenuipalpidae. Inga underarter finns listade i Catalogue of Life.